# Сальвадорське песо
Сальвадорське песо (ісп. Peso salvadoreño) — грошова одиниця Сальвадора до 1919.

## Історія
У колоніальний період в обігу використовувалися іспанські та іспано-американські монети, які переважно карбувалися в Новій Іспанії. Після входження до складу Сполучених Провінцій Центральної Америки в обігу також монети федерації, в 1828-1835 карбувалися провінційні монети.
Після виходу в 1841 зі складу федерації у зверненні продовжували використовуватися монети федерації та інші іноземні монети.
У 1877 випущено перші паперові гроші Сальвадора — банкноти уряду в песо.
У 1892 відкрито монетний двір, який почав того ж року карбування монет в песо і сентаво.
У 1919 замість песо введена нова грошова одиниця - колон, який змінив песо в співвідношенні 1:1.